# سیارک ۱۰۸۸۶
سیارک ۱۰۸۸۶ (به انگلیسی: 10886 Mitsuroohba، نامگذاری:1996VR30) ده هزار و هشتصد و هشتاد و ششمین سیارک کشف شده‌است که در ۱۰ نوامبر ۱۹۹۶ کشف شد.
قدر مطلق سیارک برابر ۴۴.۶ است.